# Granosolarium gemmiferum
Granosolarium gemmiferum är en snäckart som beskrevs av Bieler 1993. Granosolarium gemmiferum ingår i släktet Granosolarium och familjen Architectonicidae. Inga underarter finns listade i Catalogue of Life.